# گمینا لیپسکو
گمینا لیپسکو (به لهستانی:  Gmina Lipsko) یک گمینا در لهستان است که در شهرستان لیپسکو واقع شده‌است. گمینا لیپسکو ۱۳۵٫۲۱ کیلومتر مربع مساحت و ۱۱٬۵۳۸ نفر جمعیت دارد.